# Thatcherismo

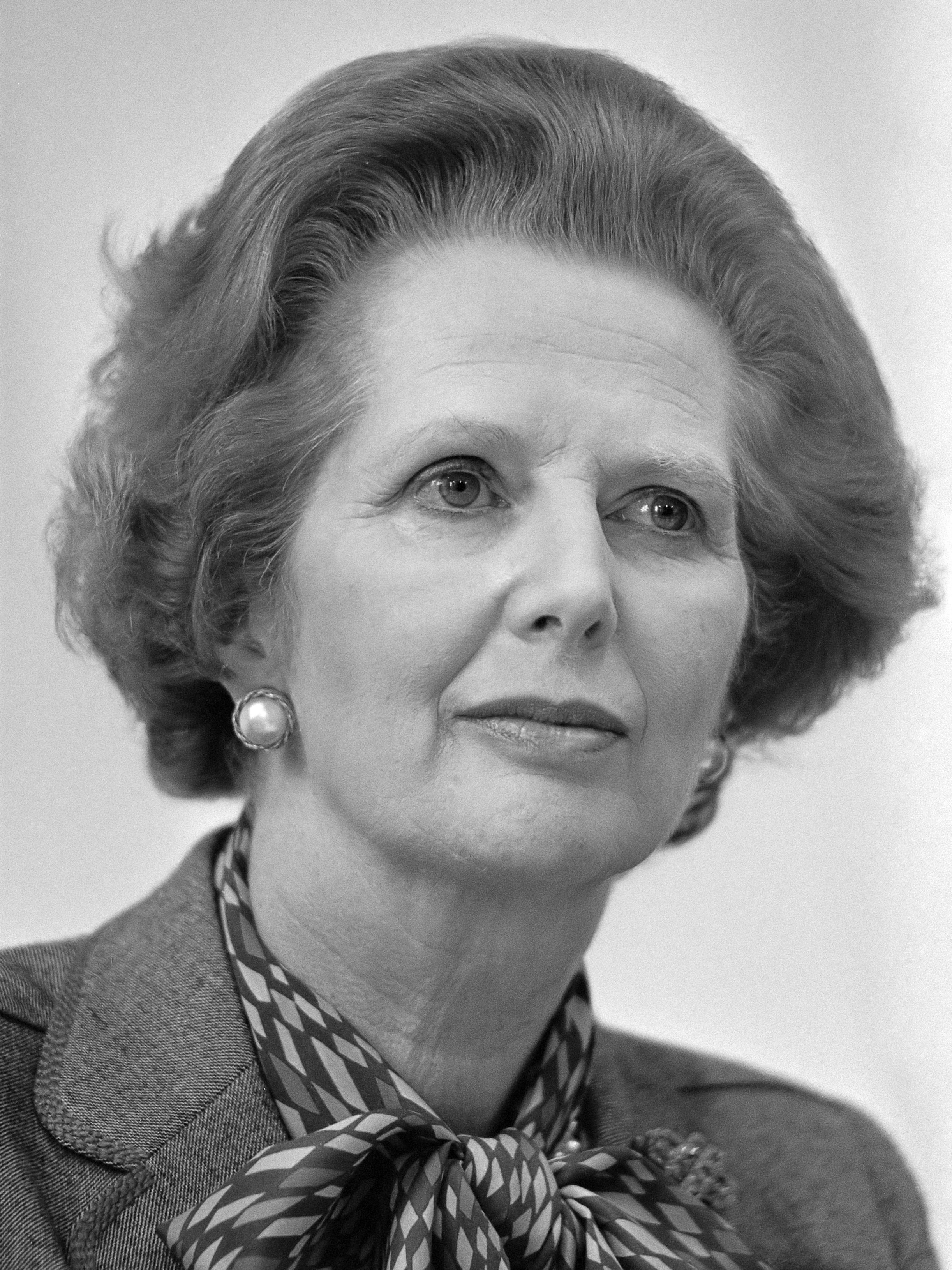
Margaret Thatcher (1925 - 2013).

Thatcherismo es la descripción de las convicciones políticas, sociales y la política económica de la ex primera ministra conservadora británica Margaret Thatcher, quien fue líder de su partido desde 1975 hasta 1990. También ha sido utilizado por algunos para describir la ideología y la cultura política conservadora del gobierno británico, mientras Margaret Thatcher fue la primera ministra entre mayo de 1979 y noviembre de 1990, y los posteriores gobiernos de John Major, Tony Blair, Gordon Brown y David Cameron.

## Información general
El thatcherismo pretendía minimizar el papel del estado, promover la baja inflación y el libre mercado a través de un estricto control de la oferta monetaria, las privatizaciones y las limitaciones en el movimiento obrero. A menudo es comparado con la reaganomía en Estados Unidos, la política económica de Roger Douglas en Nueva Zelanda y el racionalismo económico en Australia, y es considerada como una parte clave del movimiento liberalista en todo el mundo. Nigel Lawson, el ministro de Hacienda de Margaret Thatcher desde 1983 hasta 1989, clasificó los ideales de Thatcher como:

La libertad de mercado, la disciplina financiera, un firme control del gasto público, reducciones de impuestos, el nacionalismo, “los valores victorianos” (de la variante de autoayuda de Samuel Smiles), las privatizaciones y una pizca de populismo.

El Thatcherismo por tanto, es a menudo comparado con el liberalismo clásico. Milton Friedman afirmó que “lo que la gente no reconoce es que Margaret Thatcher no es en términos de creencia una tory. Ella es una liberal del siglo XIX”. Thatcher declaró en 1983: “No me importaría apostar que si el señor Gladstone estuviera vivo hoy solicitaría su adhesión al Partido Conservador”. En 1996 Keith Joseph, durante una conferencia en memoria de Thatcher, sostuvo que “El tipo de conservadurismo que ella y yo profesábamos sería mejor descrito como liberal, en el sentido tradicional. Y me refiero al liberalismo de Gladstone, no al de los colectivistas de estos últimos días”. Thatcher dijo una vez a Friedrich Hayek: “Sé que quiere que me convierta en una whig, no, yo soy una tory”. Hayek creía que “lo sentía muy claramente”.
Pero la relación entre el thatcherismo y el liberalismo era complicada. El exsecretario de Defensa de Margaret Thatcher John Nott dijo que “es una completa mala interpretación de sus creencias al presentarla como una liberal del siglo XIX”. Como Ellen Meiksins Wood ha argumentado que el capitalismo de Thatcher era compatible con las antiguas instituciones políticas conservadoras. Como primera ministra, Margaret Thatcher no cuestionaba a las instituciones antiguas, como la monarquía y la Cámara de los Lores, pero sí algunas de las incorporaciones más recientes a la política británica como los sindicatos. De hecho, muchos líderes thatcheristas, incluyendo a Thatcher misma, pasaron a formar parte de la Cámara de los Lores: un honor que Gladstone, por ejemplo había rechazado.
Pensadores estrechamente asociados con el thatcherismo son  Keith Joseph, Enoch Powell, Friedrich Hayek y Milton Friedman. En una entrevista con Simon Heffer en 1996, Thatcher declaró que las dos grandes influencias en su liderazgo como conservadora habían sido Joseph y Powell, “Dos hombres muy excelentes”.

## Thatcherismo antes de Thatcher
Varios comentaristas han rastreado los orígenes del thatcherismo en la política de la posguerra británica. El fallecido historiador Ewen Green declaró que había un resentimiento hacia la inflación, los impuestos y las restricciones impuestas por los movimientos obreros asociados con el llamado consenso de Buttskell en las décadas anteriores al protagonismo político de  Thatcher. Aunque el liderazgo conservador se adaptó a las reformas de posguerra del gobierno de Attlee, había una oposición continua en las filas inferiores de la derecha del partido, los grupos de presión de la derecha tales como la Alianza de clase media y la Liga Popular para la Defensa de la Libertad, y más tarde en centros de pensamiento como el Centro de Estudios Políticos. Por ejemplo, en 1945 el presidente del partido conservador Ralph Assheton había solicitado 12.000 ejemplares abreviados de “El camino a la servidumbre” (un libro del economista anti-socialista Friedrich von Hayek más tarde estrechamente asociado con el thatcherismo), ocupando una y media toneladas de las raciones de papel del partido, que fueron distribuidos como propaganda electoral.

## Liberalismo
El thatcherismo se describe a menudo como una ideología, pero todo esto se basó en este modelo antiguo liberal. Thatcher se veía como la creación de un movimiento liberal, rechazando al tradicional conservadurismo británico (toryismo).  El thatcherismo está asociado con el liberalismo dentro del partido conservador, aunque uno de los extremos liberales se logró mediante el uso de un liderazgo a veces fuerte y autoritario.  Andrew Marr ha llamado al liberalismo la característica dominante, no oficial, del thatcherismo.  Sin embargo, mientras algunos de sus herederos, sobre todo Michael Portillo y Alan Duncan, han adoptado este liberalismo, hubo otros en el movimiento thatcherista, como John Redwood, quien se hizo más populista.
No obstante, algunos comentaristas han argumentado que el thatcherismo no debe considerarse adecuadamente liberal. Tomando nota de la tendencia hacia un gobierno central fuerte en las cuestiones relativas a los sindicatos y las autoridades locales, Andrew Gamble resume al thatcherismo como “una economía libre y un estado fuerte”. Simon Jenkins, acusó al gobierno de Thatcher de llevar a cabo una “nacionalización” del Reino Unido.

## Economía thatcherista
El thatcherismo está asociado con la teoría económica del monetarismo. En contraste con la política del gobierno anterior, el monetarismo daba prioridad a controlar la inflación a costa del control del desempleo. Según la teoría monetarista, la inflación es el resultado de que hay demasiado dinero en la economía. Así, el gobierno debe controlar la oferta monetaria para controlar la inflación. No obstante, en 1979 no sólo fue el thatcherismo el que estaba discutiendo por un control más estricto de la inflación. El ministro de economía laborista Denis Healey ya había adoptado algunas de las políticas monetaristas, como la reducción del gasto público y la venta de las acciones del gobierno en la petrolera BP.
Por otra parte, se ha argumentado que en la práctica el thatcherismo no era en sí estrictamente monetarista, un tema común en los centros de estrategia financiera a mediano plazo. La estrategia, contemplada en el Presupuesto 1980, consistió en objetivos de reducción del crecimiento de la oferta monetaria en los años siguientes. Después de sobrepasar muchos de estos objetivos, el gobierno de Thatcher revisó al alza los mismos en 1982. Los analistas han interpretado esto como una admisión de derrota en la batalla por controlar la oferta monetaria. El economista C. F. Pratten afirmó:

Desde 1984, detrás del velo de la retórica, el gobierno ha perdido toda la fe que tenía en el monetarismo técnico. A la oferta monetaria, medida por agregado monetario, se le ha permitido crecer de forma errática, mientras que el cálculo del déficit presupuestario  se lleva a cabo por la artimaña de restar los ingresos de la privatización, así como los impuestos de los gastos del gobierno. Los principios del monetarismo han sido abandonados.

Al thatcherismo también se lo asocia con la economía de la oferta. Considerando que la economía keynesiana sostiene que el gobierno debe estimular el crecimiento económico por la creciente demanda a través del crédito y aumento de gasto público, los economistas de la oferta argumentan que el gobierno debería intervenir sólo para crear un mercado libre mediante la reducción de impuestos, privatización de industrias estatales y el aumento de las restricciones sobre el comercio por parte del sindicalismo.

## La legislación sindical
La reducción del poder de los sindicatos se hizo poco a poco, a diferencia del enfoque del Gobierno de Heath, y la única mayor confrontación con los sindicatos fue la huelga de mineros de 1984 a 1985, en la que el sindicato finalmente tuvo que ceder.

## Moralidad thatcherista
El thatcherismo se asocia con una postura conservadora en lo moral. El sociólogo y fundador de la New Left Review, Stuart Hall, por ejemplo, argumentó que el thatcherismo debe ser visto como un proyecto ideológico de promoción del “populismo autoritario”, ya que se sabe su reverencia a “los valores victorianos”. David Marquand expresó que supuestamente Thatcher explotó el sentimiento “populista autoritario” en el Reino Unido de los años 1970: “Váyanse, hippies, regresen de donde vinieron, lávense el cabello, vístanse apropiadamente, vayan a trabajar puntualmente y déjense de quejar de todo esto gimiendo”. Norman Tebbit, un estrecho aliado de Thatcher, estableció en una conferencia de 1985 lo que él cree que era la sociedad permisiva a la que los conservadores debían oponerse:

El mal arte era tan bueno como el buen arte. La gramática y la ortografía ya no eran importantes. Ser limpio no era mejor que estar sucio. Los buenos modales no eran mejores que los malos. La vida familiar se ridiculizaba como un concepto burgués obsoleto. Los delincuentes se merecían tanta simpatía como sus víctimas. Muchos hogares y salones de clase se volvieron un desorden - si no había buenos ni malos no podía haber concepto de castigo o recompensa. La violencia y la pornografía suave fueron aceptadas en los medios de comunicación. Así se sembró el viento, y ahora estamos cosechando la tempestad.

Ejemplos de esta moral conservadora en la práctica, incluían el temor a ciertos vídeos desagradables, cuando en reacción al pánico moral sobre la disponibilidad de una serie de películas de terror con nombres provocativos en vídeo casetes, Thatcher introdujo por primera vez la regulación estatal del mercado de vídeo británico. A pesar de estar asociada al conservadurismo social, Thatcher votó a favor de leyes que legalizaron las prácticas homosexuales y despenalizaron el aborto en 1966.
Aunque Thatcher se opuso a los derechos de gais y presentó la sección 28, que prohibía a las escuelas, bibliotecas y otros organismos públicos promocionar la homosexualidad. En la Conferencia del partido conservador de 1987, dijo que “... a los niños se les enseña que tienen un derecho irrenunciable de ser gais” en tono de incredulidad. Aun así, siendo una diputada de poca importancia apoyó, en 1966, una propuesta laborista para despenalizar la homosexualidad.

## Sermón de Mound
En mayo de 1988 Thatcher dio un discurso ante la Asamblea General de la Iglesia de Escocia. En el discurso, Thatcher ofreció una justificación teológica para sus ideas sobre el capitalismo y la economía de mercado. Afirmó que “el cristianismo es la redención espiritual, no la reforma social” y cita un pasaje bíblico de San Pablo al decir: “les impusimos esta regla: el que no quiera trabajar que no coma”. La 'elección' jugó un papel importante en las reformas de Thatcher y afirmó que la elección fue también cristiana al afirmar que Cristo eligió para dar su vida y que todos los individuos tienen el derecho divino de elegir entre el bien y el mal.

## Relación con Europa
Hacia el final de los años 1980, Margaret Thatcher y su movimiento, se convirtieron cada vez más en francos opositores a permitir que la, por aquel entonces Comunidad Económica Europea, sustituyese o se anexionase parte de la soberanía británica. En su famoso discurso de Brujas 1988, Thatcher declaró que “no hemos logrado revertir las fronteras del estado en Gran Bretaña, sólo para volver a verlas a impuestas a escala europea, con un superestado comunitario ejerciendo una nueva dominación desde Bruselas”.
En su famoso discurso ante la Cámara de los Comunes "No. No. No", se negó rotundamente a la propuesta del entonces presidente de la Comisión, Jacques Delors, de transferir más competencias de gobierno a la Comisión Europea, tachando a esta de no ser democrática, al no estar elegida por los ciudadanos como el Parlamento Europeo. Descartó también dar su apoyo a la creación de la moneda única —aunque posteriormente firmó el Acta Única Europea—.
Mientras el euroescepticismo se convirtió para muchos en una característica del “thatcherismo”, Margaret Thatcher estaba lejos de ser coherente en el tema, sólo se hace de veras euroescéptica en los últimos años de su mandato como primera ministra. Thatcher apoyó la entrada de Gran Bretaña en la Comunidad Económica Europea en 1973 e hizo campaña por un voto afirmativo en el referéndum de 1975 y firmó el Acta Única Europea (considerado el primer paso legal a la posterior creación de la actual Unión Europea) en 1986.

## Thatcherismo como una forma de gobierno
Otro aspecto importante del thatcherismo es el estilo de gobierno. A menudo se refiere a Gran Bretaña en la década de 1970 como “ingobernable”. La señora Thatcher intentó corregir esto centralizando una gran cantidad de poder para sí, como primera ministra, a menudo pasando por alto las estructuras tradicionales del gabinete (como los comités de gabinete). Este enfoque personal también se identificó con una cierta dureza en las ocasiones de la guerra de Malvinas, la bomba del IRA en la conferencia de conservadores y la huelga de los mineros.
Sir Charles Powell, el secretario particular de Asuntos Exteriores del primer ministro (1984 a 91 y 1996) describe su estilo así: “Yo siempre he pensado que había algo leninista en el estilo de gobierno cuando llegó la señora Thatcher, la absoluta determinación, la creencia de que hay una vanguardia que está bien y que si se mantiene un equipo pequeño bien unido, se impulsará a través de las cosas ... no hay duda de que en la década de 1980, Downing Street pudo vencer a los arbustos de Whitehall de forma muy violenta. Podían salir realmente a confrontar a la gente, establecer reglas claras e intimidar un poco".

## Críticas

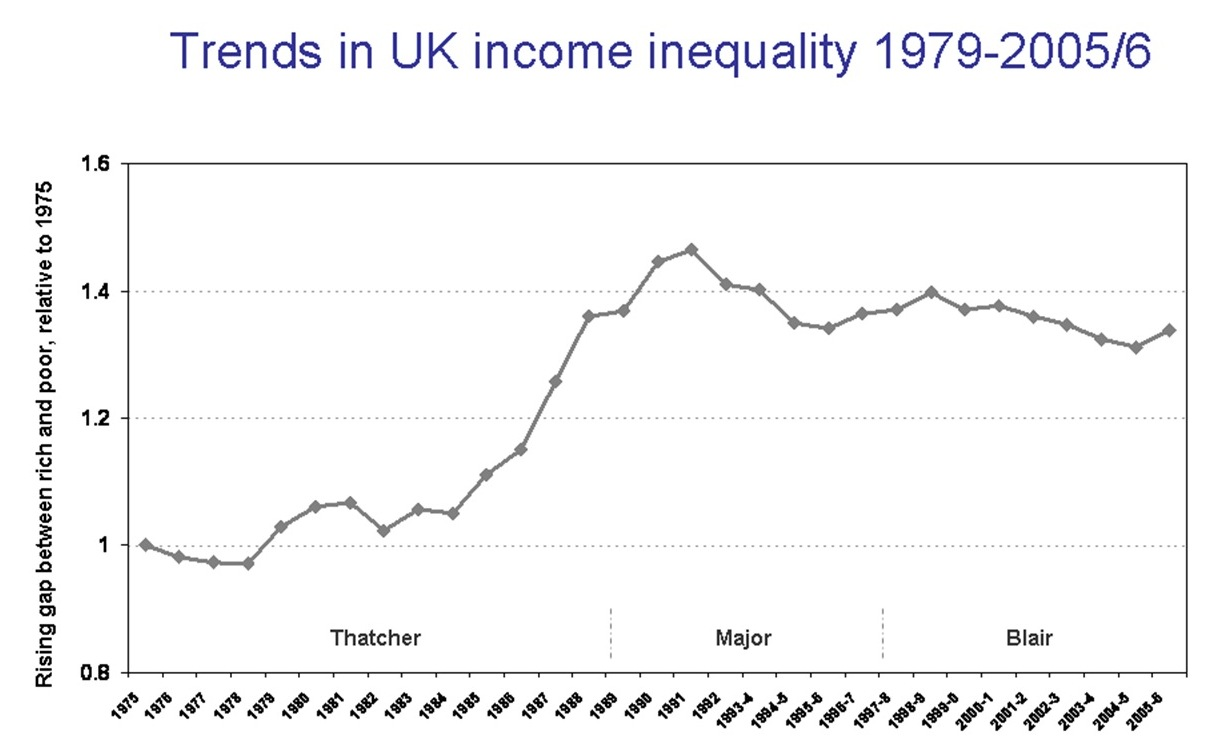
Tendencias de la desigualdad de ingresos en el Reino Unido

Los críticos demandan al thatcherismo que sus éxitos se han obtenido a costa de grandes costos sociales en la población británica. La producción industrial cayó drásticamente durante el gobierno de Thatcher, que los críticos relacionan con el aumento del desempleo, que se triplicó en 1984 (aunque ha retrocedido hasta un año y medio al nivel que heredó en 1990). Cuando Margaret Thatcher renunció en 1990, al 28% de los niños en Gran Bretaña se les consideraba por debajo de la línea de pobreza, cifra que siguió aumentando hasta alcanzar un máximo del 30% en 1994, durante el gobierno conservador de John Major, quien sucedió a Thatcher.
Mientras que acredita con la reactivación de la economía británica, la señora Thatcher también fue acusada de estimular una duplicación en la tasa de pobreza. La tasa de Gran Bretaña en pobreza infantil fue el más alto en Europa en 1997.
Durante su gobierno, en Gran Bretaña, el coeficiente de Gini refleja esta desigualdad creciente pasando de 0,25 en 1979 a 0,34 en 1990.

## Legado del thatcherismo
La medida en que uno puede decir 'thatcherismo' tiene una influencia permanente en la vida política británica y económico no está claro. En 2001, Peter Mandelson, miembro del Parlamento que pertenece al Partido Laborista británico estrechamente asociado con Tony Blair, pronunció la célebre frase de que "todos somos thatcheristas ahora."
En referencia a la actual cultura política británica, se podría decir que un “consenso post-thatcherista” existe, sobre todo en lo que respecta a la política económica. En la década de 1980, el ahora desaparecido Partido Social Demócrata se adhirió a un "duro y tierno” enfoque en el que las reformas de Thatcher se juntan con la disposición adicional de bienestar. Neil Kinnock, líder del Partido Laborista entre 1983-1992, inició el desplazamiento hacia la derecha de todo el espectro político del partido en gran medida coincidente con las políticas económicas de los gobiernos de Thatcher. Los gobiernos del Nuevo Laborismo de Tony Blair y Gordon Brown se han descrito como “neo-thatcheristas” por algunos, ya que muchas de sus políticas económicas imitaban las de Margaret Thatcher.
La mayoría de los principales partidos políticos británicos de hoy aceptan la legislación antisindical, las privatizaciones y el acercamiento en general al mercado libre que el gobierno de Thatcher instalara. Ningún partido político importante en el Reino Unido, en la actualidad, se ha comprometido a revertir las reformas en la economía del gobierno de Margaret Thatcher. Esta convergencia de la política es una de las razones de que el electorado británico percibe pocas diferencias evidentes en la política entre los principales partidos políticos.
Por otra parte, comparativamente los resultados macroeconómicos del Reino Unido han mejorado desde la aplicación de las políticas económicas de Thatcher. Desde que Margaret Thatcher renunció como primera ministra británica, en 1990, el crecimiento económico del Reino Unido fue en promedio mayor que las grandes economías de la UE (es decir, Alemania, Francia e Italia). Además, desde el comienzo de la década de 2000, el Reino Unido también ha tenido una disminución del desempleo, en comparación con las otras grandes economías de la UE. Este tipo de mejora en el desempeño macroeconómico relativo es tal vez otra razón para el aparente consenso económico “Blatcherista”, que ha estado presente en la actual política del Reino Unido durante varios años.
Con motivo del 25 aniversario de la asunción de Thatcher, la BBC realizó una encuesta de opiniones que se abrió con las siguientes observaciones:

Para sus partidarios, fue una figura revolucionaria que transformó la estancada economía del Reino Unido, domesticó a los sindicatos y restableció al país como una potencia mundial.

Junto con los presidentes de EE.UU.  Ronald Reagan y George Bush padre, ayudó a llevar a cabo el final de la Guerra Fría.
Pero sus 11 años de gobierno también estuvieron marcados por la inestabilidad social, los conflictos industriales y el alto desempleo.

Sus críticos afirman que la sociedad británica sigue sintiendo el efecto de sus políticas económicas de división (como la demonización de la clase obrera y los denominados "chavs") y de la cultura de la codicia y egoísmo que supuestamente promovió.